# Садовое (Краснодарский край)
Садовое — село в Туапсинском районе Краснодарского края.
Входит в состав Шаумянского сельского поселения. 

## География
Село Садовое расположено на реке Псекупс в 2 км от станции Чинары, в 18 км от села Шаумян и в 60 км от города Туапсе. 

## История
Первоначально — селение Садовое, с 4 декабря 1869 года переименовано из станицы Владикавказская, основанной 26 марта 1864 года.
В Садовом располагалась штаб-квартира 4-го Кавказского линейного батальона, а также 2-я и 1-я стрелковая роты. Селение Садовое Закубанского уезда (на 1881 год) находилось в 51,75 верстах от уездного центра (Горячий Ключ), в селении было 20 домов, жителей — 96, земли — 3000 десятин.
На 1 июля 1955 года Садовое значилось как населённый пункт в списках Туапсинского района.
По переписи 1989 года в селе Садовое проживало 542 человека, из них: русских — 370 чел., украинцев — 15 чел., армян — 149 чел., адыгейцев — 2 чел.

## Население
| 1989 | 1999 | 2002 | 2010 |
| ---- | ---- | ---- | ---- |
| 542  | ↘519 | ↘486 | ↗509 |

## Улицы
- ул. Баграмяна,
- ул. Казаряна,
- ул. Кондратьева,
- ул. Кцахяна,
- ул. Мариносяна,
- ул. Экспериментальная.